# غرانت وود

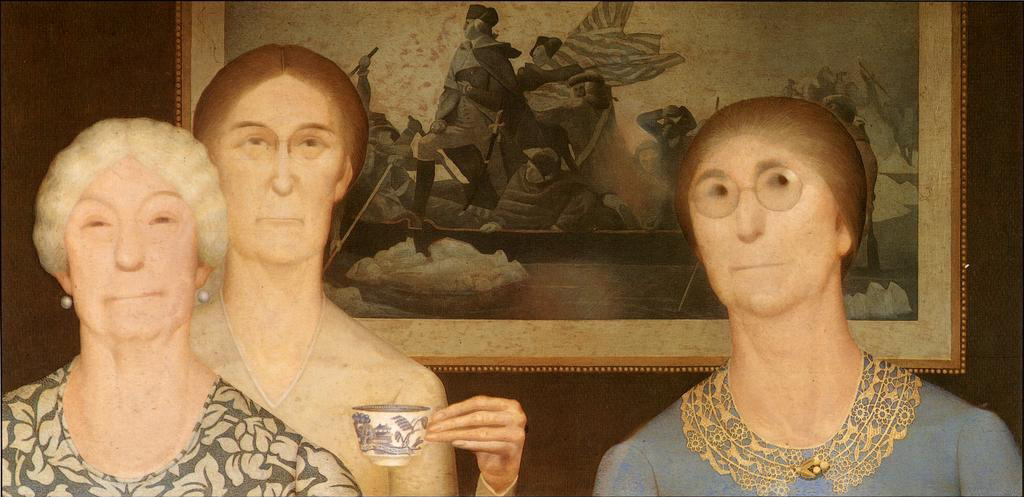
Daughters of Revolution (1932)

غرانت وود (بالإنجليزية: Grant Wood) (1892 - 1942 م) هو رسام أميركي.
عُني بتصوير المشاهد الريفية في واقعةٍ صارمةِ مَشُوبة أحياناً ببعض الُّسخرية.

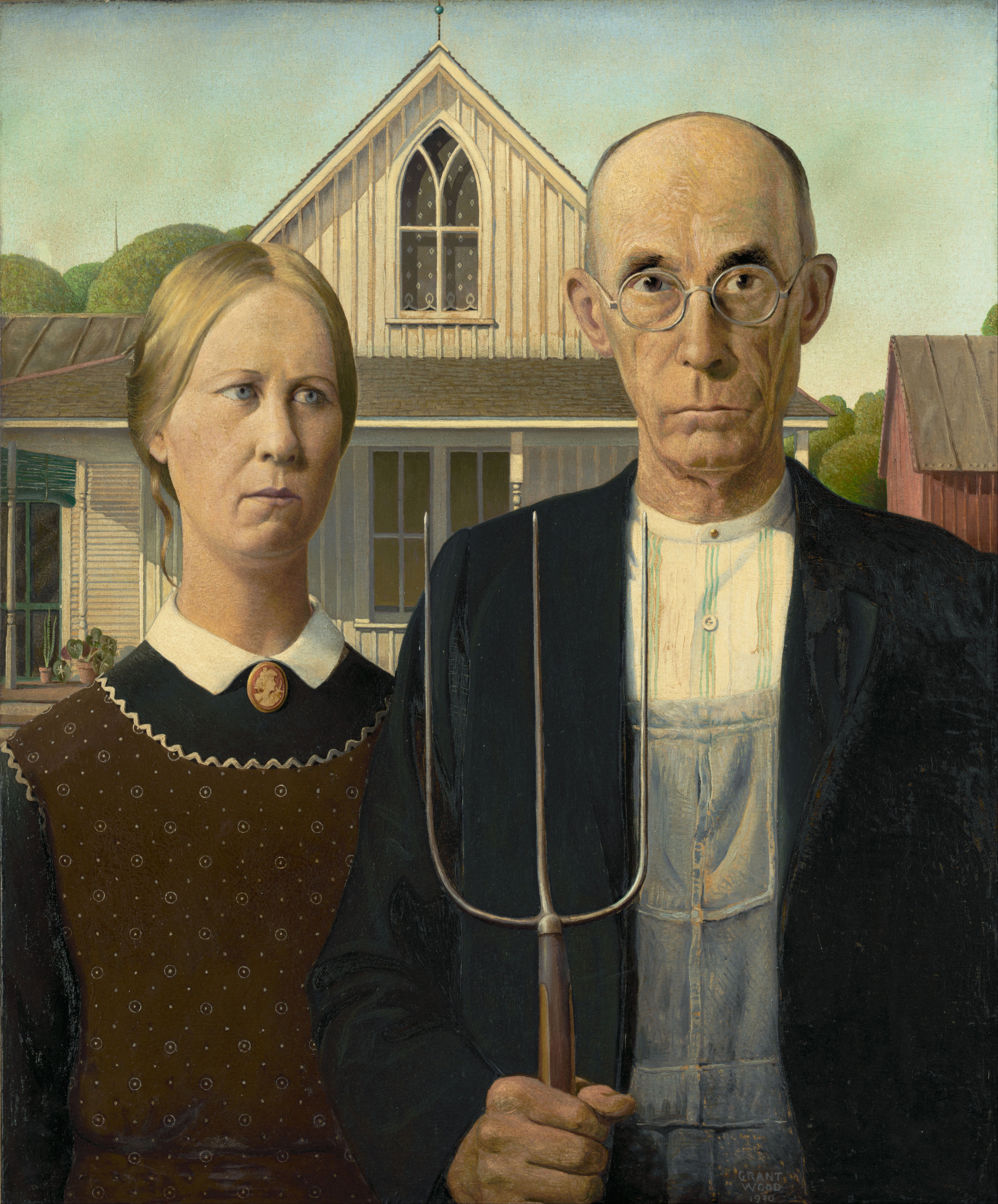
الْقُوطِيَّةُ الْأَمْرِيكِيَّةَ بريشة جرانت وود سنة 1930، من أشهر الأمثلة على الحركة الاقليمية، معهد الفنون، شيكاغو.

## روابط خارجية
- غرانت وود على موقع الموسوعة البريطانية (الإنجليزية)
- غرانت وود على موقع إن إن دي بي (الإنجليزية)
- غرانت وود على موقع ديسكوغز (الإنجليزية)